# Termodinamski potencial
Termodinámski potenciál je takšna termodinamska spremenljivka, definirana tako, da je njen odvod po prostornini nasprotno enak tlaku. V stanju termodinamskega ravnovesja doseže termodinamski potencial ekstremno vrednost.

## Vpeljava termodinamskega potenciala
Termodinamski potencial je definiran analogno s potencialom v mehaniki. Naj F(x) označuje konzervativno silo, odvisno le od lege x. Delo te sile se lahko zapiše kot zmanjšanje neke funkcije U(x), ki se imenuje potencialna energija te sile:
{\displaystyle \mathrm {d} A=F\,\mathrm {d} x=-\mathrm {d} U(x)\!\,.}
Silo F se lahko tedaj izrazi kot:
{\displaystyle F=-{\frac {\mathrm {d} U}{\mathrm {d} x}}\!\,.}
V termodinamiki igra vlogo sile tlak p, vlogo lege x pa prostornina V. Termodinamski potencial se po analogiji vpelje kot takšno funkcijo, da je odvod termodinamskega potenciala po prostornini enak tlaku z nasprotnim predznakom.

## Adiabatni proces
Pri adiabatnih procesih igra vlogo termodinamskega potenciala notranja energija Wn:
{\displaystyle \mathrm {d} W_{\rm {n}}=T\,\mathrm {d} S-p\,\mathrm {d} V\!\,.}
Naravni spremenljivki tega potenciala sta entropija S in prostornina V. Odvodu notranje energije po entropiji pri stalni prostornini ustreza temperatura T, odvodu notranje energije po prostornini pri konstantni entropiji pa tlak p:
{\displaystyle T=\left({\frac {\mathrm {d} W_{\rm {n}}}{\mathrm {d} S}}\right)_{V}\!\,,}
{\displaystyle p=-\left({\frac {\mathrm {d} W_{\rm {n}}}{\mathrm {d} V}}\right)_{S}\!\,.}

## Izotermni proces
Pri izotermnih procesih igra vlogo termodinamskega potenciala prosta energija F:
{\displaystyle \mathrm {d} F=-S\,\mathrm {d} T-p\,\mathrm {d} V\!\,.}
Prosto energijo povezuje z notranjo energijo Legendrova transformacija:
{\displaystyle F=W_{\rm {n}}-TS\!\,.}
Naravni spremenljivki tega potenciala sta temperatura T in prostornina V. Odvodu proste energije po temperaturi pri stalni prostornini ustreza entropija S, odvodu proste energije po prostornini pri konstantni temperaturi pa tlak p:
{\displaystyle S=-\left({\frac {\mathrm {d} F}{\mathrm {d} T}}\right)_{V}\!\,,}
{\displaystyle p=-\left({\frac {\mathrm {d} F}{\mathrm {d} V}}\right)_{T}\!\,.}